# Starodávný řád Hiberňanů

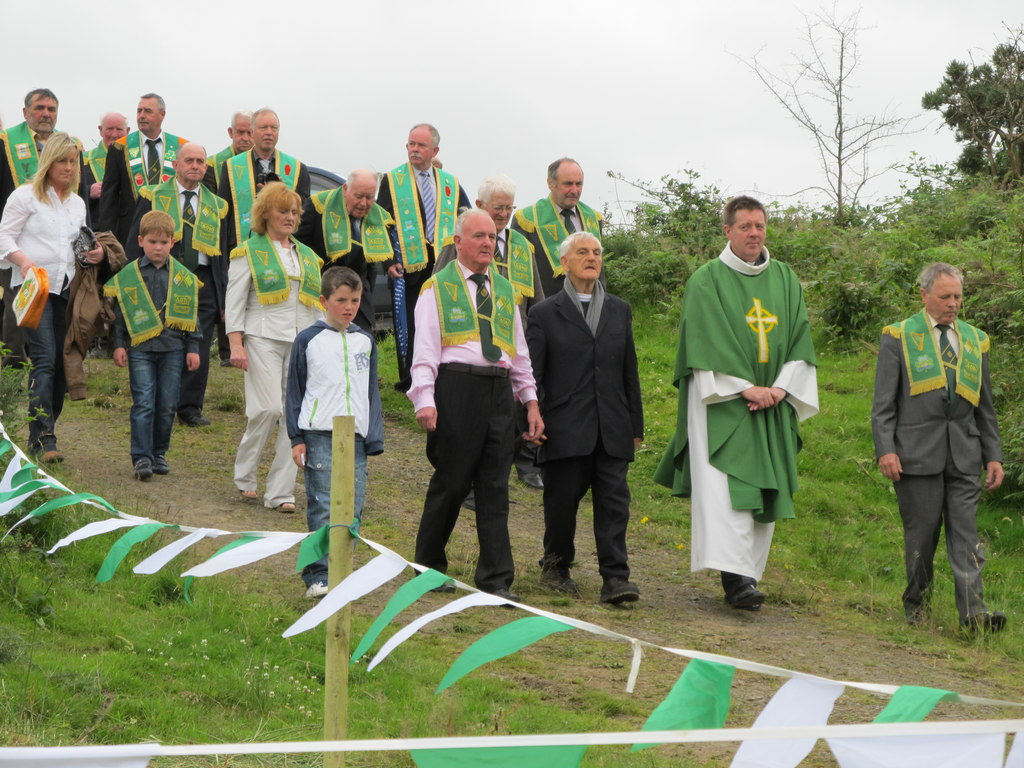
Členové řádu v Irsku

Starodávný řád Hiberňanů (irsky Ord Ársa na nÉireannach) je irské katolické bratrstvo působící především ve Spojených státech. Za člena řádu může být přijat pouze muž–katolík narozený v Irsku nebo irského původu. Řád byl založen v New Yorku v roce 1836. Jedním z důvodů jeho založení byla ochrana katolických kostelů před americkými protikatolickými silami v 19. století. Řád pomáhal irským katolickým imigrantům do USA, měl silnou základnu v irských oblastech těžby uhlí v Pensylvánii. Dnes se zabývá především podporou celosvětové irské komunity, mimo Spojené státy působí také v Kanadě, Irsku, Anglii, Walesu a Skotsku.

## Dějiny
Řád byl založen v 19. století především z irských imigrantů, kteří se vnímali jako protivníci Oranžského řádu působícího v Irsku. V roce 1850 se členům řádu podařilo zabránit příznivcům antikatolického hnutí Know Nothing zapálit Starou katedrálu Svatého Patrika na Manhattanu. Od poloviny 19. století do roku 1993 řád také organizoval slavnou newyorskou přehlídku na den svatého Patrika.
Od roku 1947 byl členem řádu také pozdější prezident John Fitzgerald Kennedy.